# 울산남부경찰서
울산남부경찰서(蔚山南部警察署, Ulsan Nambu Police Station)는 울산광역시경찰청이 관할하는 경찰서 중 하나이다. 울산광역시 남구 일대를 관할한다. 울산광역시 남구 삼산로 35번길 25에 위치하고 있다.
서장은 총경으로 보한다.

## 연혁
- 1979년 10월 16일: 남부경찰서 개서
- 2001년 12월 27일: 울산서부경찰서 분리, 울산남부경찰서로 변경

## 조직
| - 청문감사관 - 민원실 - 경무과 - 생활안전과 | - 112종합상황실 - 여성청소년과 - 수사과 | - 형사과 - 경비교통과 - 정보보안과 |

## 관할 파출소 및 지구대
울산남부경찰서는 5개 지구대와 1개 파출소를 산하에 두고 있다.
| 명칭       | 사진 | 주소                | 관할구역                             | 치안센터                                 |
| ---------- | ---- | ------------------- | ------------------------------------ | ---------------------------------------- |
| 무거지구대 |      | 대학로 152-1        | 무거동, 삼호동                       | 무거1치안센터                            |
| 옥동지구대 |      | 대공원입구로21길 16 | 옥동, 신정2동, 신정4동               | 신정2치안센터                            |
| 삼산지구대 |      | 번영로 217          | 신정5동, 삼산동 일부, 달동 일부      |                                          |
| 신정지구대 |      | 신정로 87           | 신정1동, 신정3동, 달동 일부          | 달동치안센터 신정3치안센터 신정1치안센터 |
| 야음지구대 |      | 수암로 277          | 야음장생포동, 대현동, 선암동, 수암동 | 신선치안센터 선암치안센터 장생포치안센터 |
| 본동파출소 |      | 화합로 194          | 삼산동 일부                          |                                          |

## 같이 보기
- 울산광역시경찰청